# Hamberge
Hamberge település Németországban, Schleswig-Holstein tartományban. Lakosainak száma 1862 fő (2023. december 31.).

## Népesség
A település népességének változása:
| Lakosok száma | 908  | 1616 | 1694 | 1801 | 1847 | 1862 |
|               | 1975 | 2017 | 2019 | 2021 | 2022 | 2023 |